# سایئونجی رینشی
سایئونجی رینشی (به ژاپنی: 西園寺 掄子 さいおんじ りんし)؛ ۱۱۹۲ – ۳ آوریل، ۱۲۵۱ - همسر قانونی کوجو میچی‌ایه، نایب السلطنه (سشو) در اوایل دوره کاماکورا بود. او دختر دایجو-دایجین سایئونجی کینتسونه بود.